# Kévin Sireau
Kévin Sireau (Châteauroux, 18 d'abril de 1987) és un ciclista francès especialista en pista. Doble medallista als Jocs Olímpics, també ha guanyat nou medalles Campionats del Món de ciclisme en pista.

## Palmarès
- 2005
  -  Campió d'Europa júnior en Velocitat per equips (amb Michaël D'Almeida i Alexandre Volant)
- 2006
  -  Campió de França en Velocitat
  -  Campió de França en Keirin
  -  Campió de França en Velocitat per equips
- 2007
  -  Campió d'Europa sub-23 en Keirin
- 2008
  -  Medalla de plata als Jocs Olímpics de Pequín en Velocitat per equips (amb Grégory Baugé i Arnaud Tournant)
  -  Campió del món velocitat per equips (amb Grégory Baugé i Arnaud Tournant)
  -  Campió d'Europa sub-23 en Velocitat
  -  Campió de França en Velocitat
  -  Campió de França en Keirin
- 2009
  -  Campió del món velocitat per equips (amb Grégory Baugé i Mickaël Bourgain)
  -  Campió d'Europa sub-23 en Velocitat
  -  Campió d'Europa sub-23 en Velocitat per equips (amb Michaël D'Almeida i Thierry Jollet)
- 2010
  -  Campió de França en Velocitat
  -  Campió de França en Keirin
- 2011
  -  Campió d'Europa de Velocitat
- 2012
  -  Medalla de plata als Jocs Olímpics de Londres en Velocitat per equips (amb Grégory Baugé i Michaël D'Almeida)
- 2015
  -  Campió del món en velocitat per equips (amb Grégory Baugé i Michaël D'Almeida)

### Resultats a laCopa del Món
- 2007-2008
  - 1r a la Classificació general i a la proves de Copenhaguen, en Velocitat
  - 1r a Los Angeles i Copenhaguen, en Velocitat per equips
- 2008-2009
  - 1r a Cali, en Velocitat
  - 1r a Copenhaguen, en Keirin
  - 1r a Pequín, en Velocitat per equips
- 2009-2010
  - 1r a la Classificació general i a la proves de Cali, en Velocitat
  - 1r a Cali, en Velocitat per equips
- 2010-2011
  - 1r a la Classificació general i a la proves de Cali, Pequín i Manchester, en Velocitat
  - 1r a Cali, Pequín i Manchester, en Velocitat per equips
- 2014-2015
  - 1r a Cali, en Velocitat per equips